# فربيون متوازي

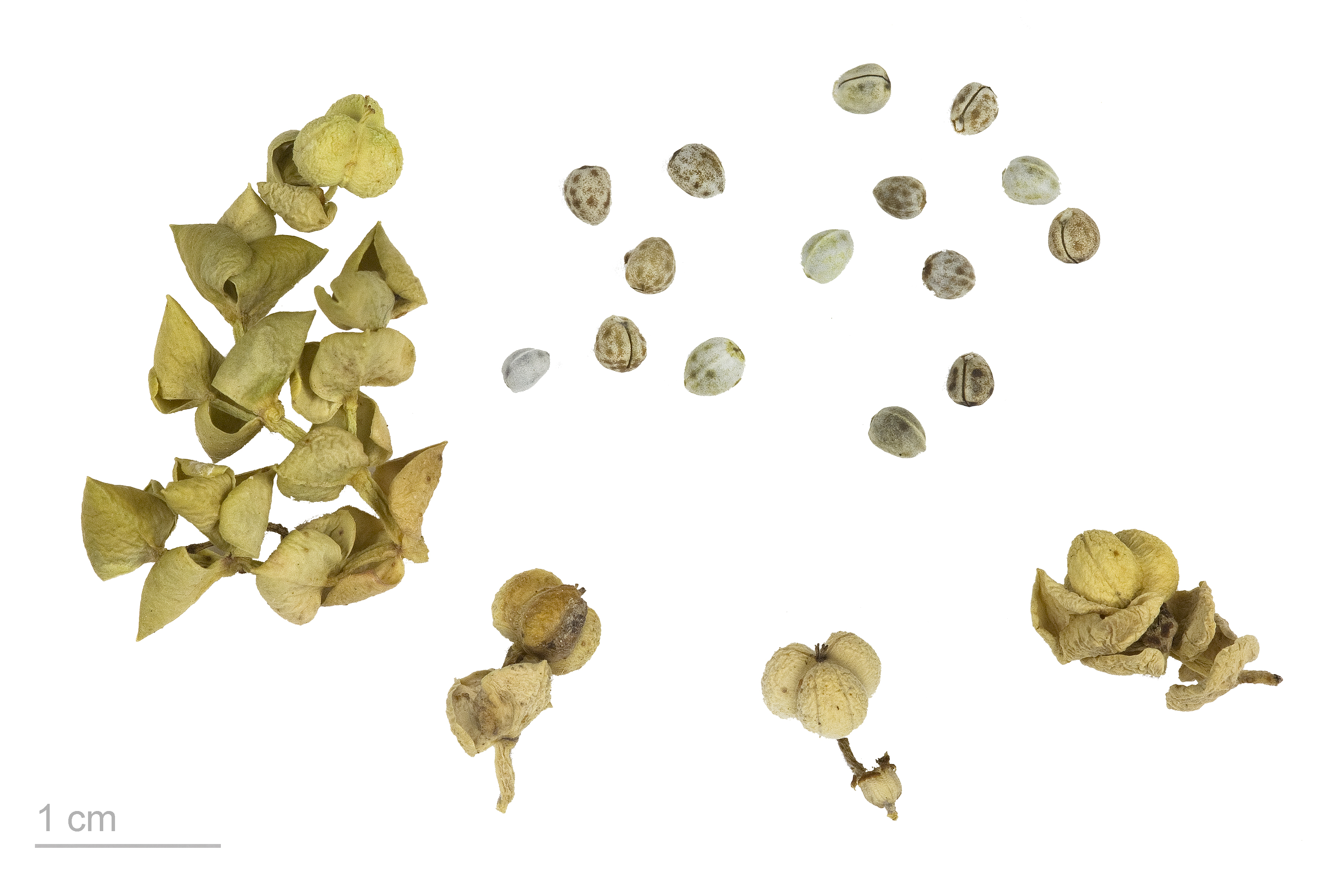
Euphorbia paralias

الفربيون المتوازي أو الحلاب المتوازي أو شجرة الحنش أو ليين (باللاتينية: Euphorbia paralias) نوع نباتي يتبع جنس الفربيون من الفصيلة اللبنية.
النبات سام كبقية أنواع الفربيون.

## الموئل والانتشار
ينتشر في بلاد الشام وتركيا والقوقاز ومعظم مناطق أوروبا باستثناء شمالها.

## مرادفات للاسم العلمي
- (باللاتينية: Esula paralias (L.) Fourr.)
- (باللاتينية: Euphorbion paralium (L.) St.-Lag.)
- (باللاتينية: Galarhoeus paralias (L.) Haw.)
- (باللاتينية: Tithymalus paralias (L.) Hill)
- (باللاتينية: Euphorbia malacitana Pau)
- (باللاتينية: Tithymalus maritimus Lam.)